# Sambhogakāya
Le Sambhogakâya, corps de félicité, ou corps de parfaite plénitude (suivant le courant Mahayana) est, dans la pensée bouddhique, l'un des Trikâya, les trois corps du Bouddha. Aussi appelé corps de (ré)jouissance, il peut être manifesté par l'accumulation de mérites. Il n'est perceptible que par les bodhisattvas de la dixième terre. Ce corps est associé à la parole de Bouddha et représente l'état d'accomplissement ultime. Celui qui possède un tel accomplissement peut sauver tous les êtres qui le voient des cycles de réincarnations et de souffrances. C’est le corps de sagesse ou corps de rétribution. Forme lumineuse et subtile apparaissant aux bodhisattvas.

## Autres noms
Tibétain : Long-spyod Kyi-sku ; chinois : bàoshēn 报身 ;japonais : Hôshin Juyû-shin